# You're My Heart, You're My Soul
You're my Heart, You're my Soul es el primer sencillo del álbum debut de Modern Talking The 1st Album, y fue N.º 1 del chart alemán durante 6 semanas. El tema fue encargado para ser interpretado por el joven y desconocido cantante Thomas Anders en 1983.

## Certificaciones
Por sus ventas el sencillo ganó disco de oro de Alemania, Bélgica, Francia, Portugal, Suecia y Suiza; disco de plata en Dinamarca; y doble disco de platino en Sudáfrica.

## Sencillos
7" Single Hansa 106884 septiembre de 1984
1. You're My Heart, You're My Soul		3:48
2. You're My Heart, You're My Soul (Instrumental)		4:01

12" Maxi Hansa 601496 1985
1. You're My Heart, You're My Soul	  	5:35
2. You're My Heart, You're My Soul (Instrumental)		4:01

## Charts
El sencillo permaneció 25 semanas en el chart alemán desde el 21 de enero de 1985 hasta el 14 de julio de 1985. Se mantuvo en el #1 como máxima posición durante seis semanas consecutivas.
| Chart (1985) | Peak position |
| ------------ | ------------- |
| Alemania     | 1             |
| Austria      | 1             |
| Bélgica      | 1             |
| Dinamarca    | 1             |
| España       | 2             |
| Finlandia    | 1             |
| Francia      | 3             |
| Israel       | 1             |
| Japón        | 15            |
| Países Bajos | 4             |
| Portugal     | 1             |
| Reino Unido  | 56            |
| Sudáfrica    | 2             |
| Suecia       | 3             |
| Suiza        | 1             |
| Turquía      | 1             |

## Otras versiones
- En 1985 el acordeonista alemán Harry Holland grabó una versión instrumental de «You're My Heart, You're My Soul» y que fue incluida en su álbum "Superhits '85 In Magic Accordion Sound".[13]
- En 1989 el cantante británico Engelbert Humperdinck grabó una versión de «You're My Heart, You're My Soul» de 3:01 minutos de duración y que aparece en su álbum «Ich denk an Dich» publicado en Alemania.[14]
- En 1998 el mismo grupo Modern Talking grabó una nueva versión de la canción.
- En 2003 el dúo alemán Bolenski Beat publicó un sencillo con seis versiones trance de «You're My Heart, You're My Soul» bajo etiquea WEA.
- En 2005 el cantante alemán Thomas Anders, y exvocalista de Modern Talking, grabó una versión swing de «You're My Heart, You're My Soul» de 4:25 minutos de duración y que aparece en su álbum de covers «Songs Forever» publicado en 2006.
- En 2006 la banda de finesa Leningrad Cowboys grabó una versión Punk Rock de «You're My Heart, You're My Soul» de 3:31 minutos de duración y que aparece en su álbum «Zombie's Paradise».
- El ganador de DSDS 2010, Mehrzad Marashi, grabó una versión de «You're My Heart, You're My Soul» en forma de balada de 3:58 minutos de duración y que aparece en su álbum «New Life» publicado en Alemania. Esta versión se llama simplemente «You're My Heart».[15]
- En el 2007 la cantante española Soraya realizó un cover de la canción como parte del disco "Dolce Vita".
- Otras versiones son de: Creative Connection (1995), Da Flow (1997), Et Cetera (1998), Ken Laszlo (2000), Leit-Motiv (1996), Modern Clubbing (2003), N.O.R.A. (1995), SCYCS (2001), St. Tropez (1994), Talking System (2008).[14][15]